# Crepis mira
Crepis mira là một loài thực vật có hoa trong họ Cúc. Loài này được (Pavlov) Sennikov mô tả khoa học đầu tiên năm 2000.